# Torre Glòries
A Torre Glòries (korábbi nevén Torre Agbar) egy felhőkarcoló a spanyolországi Barcelonában.

## Története
A felhőkarcolót Jean Nouvel és a b720 építészstúdió tervezte. Az építés költsége meghaladta a 130 millió eurót. Felavatására 2005. szeptember 16-án került sor, az ünnepségen személyesen részt vett I. János Károly spanyol király és Zsófia királyné, valamint többek között a Generalitat de Catalunya elnöke, Pasqual Maragall, Barcelona polgármestere, Joan Clos, az ipari, turisztikai és kereskedelmi miniszter, José Montilla, a katalóniai kormánykövet, Joan Rangel és Aragónia kormányfője, Marcelino Iglesias. Avatása után az akkor még Torre Agbarnak hívott felhőkarcoló a város harmadik legmagasabb épülete volt, és az Aguas de Barcelona (röviden Agbar) vízügyi szervezet székházaként szolgált, amely a szinteknek csak alig több mint felében rendezte be irodáit, a többit a következő években különféle bérlők bérelték, illetve üresen álltak.
Különös alakjának kialakításában szerepet játszott a törekvés, hogy valamilyen módon utaljon Antoni Gaudí épületeire, különösen a híres Szent Család-templomra, valamint a város másik jelképének számító Montserrat hegy sziklaképződményeire is.
2013 novemberében az Aguas de Barcelona 150 millió euróért eladta az épületet az andorrai Emin Capitalnak, akik luxusszállodát kívántak benne berendezni, ám ehhez sok átalakításra és engedélyeztetésre lett volna szükség, és az engedély soha nem érkezett meg. 2015 nyarától kezdve az egész épület üresen állt, a fenntartás költsége viszont eközben is igen magas volt. Ezért 2017-ben, ezúttal 142 millió euróért ők is eladták: a vevő a Merlin Properties volt, akik irodákat rendeztek be benne.

## Az épület
A Torre Glòries, amely a Plaça de les Glòries Catalanes tér keleti oldalán, a Glòries metróállomás közelében található az Avenida Diagonal út 211. szám alatt, jellegzetes alakjáról könnyen felismerhető: leginkább egy felállított tüzérségi lövedékhez hasonlít, amelynek alsó része hengeres, majd fölfelé összeszűkül. Teljes magassága különböző források szerint 142–145 méter, szintjeinek száma 32–33. Szinte teljes felületét üveg borítja: összesen 4400 ablaka van, építéséhez különböző leírások szerint 56 619 vagy 59 619 üveglemezt, 25 000 m³ betont és 250 tonna acélt használtak fel. A szintek összalapterülete 50 693 m². Tartozik hozzá egy 300 jármű befogadására képes, négyszintes garázs és egy 350 fős előadóterem is.
Bár nappal is színes (lejjebb a meleg, följebb a hideg színek dominálnak), a leglátványosabb éjszaka, amikor több mint 4500 világítóberendezés segítségével különböző színes mintákat jelenít meg.

## Képek

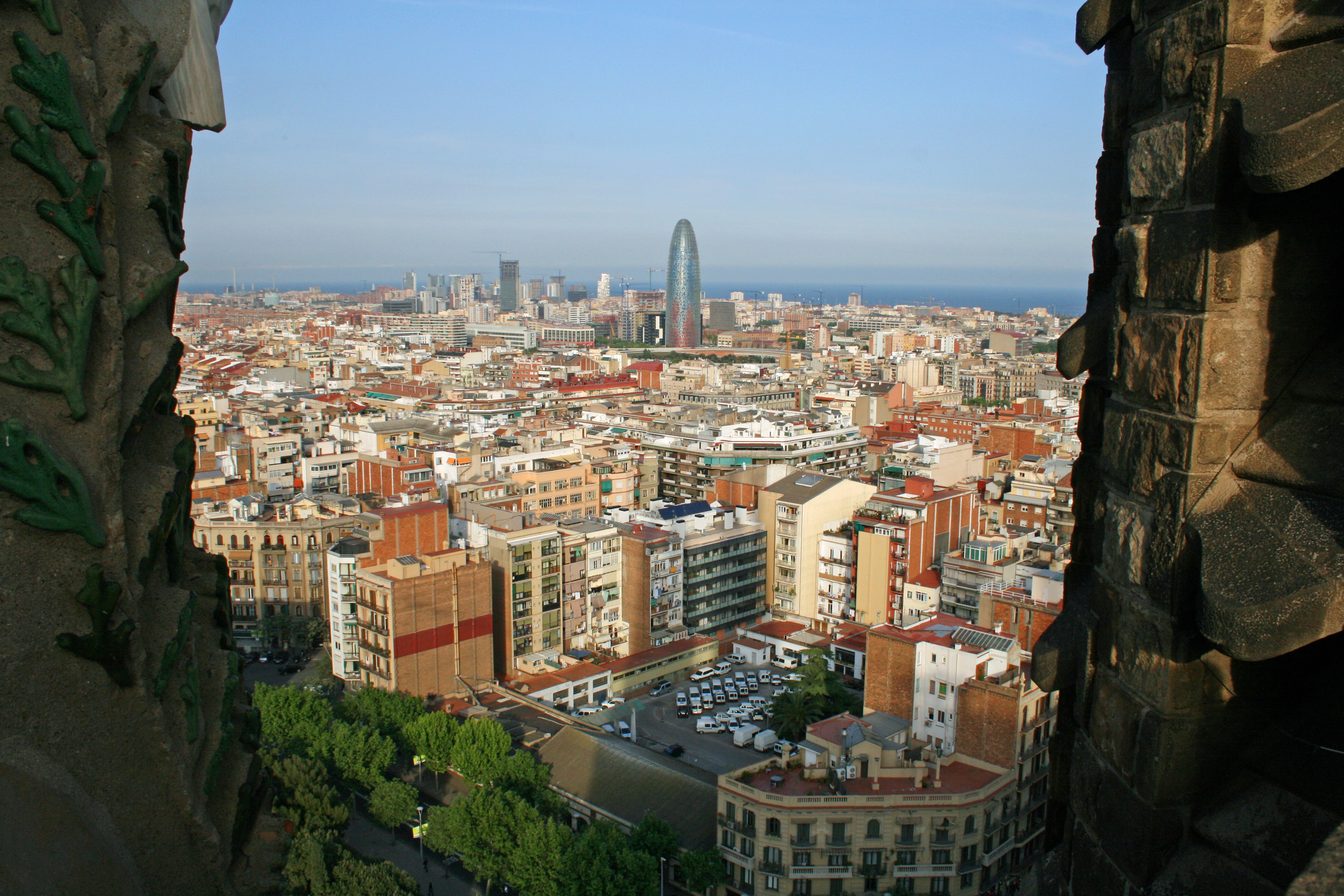
A torony és környezete
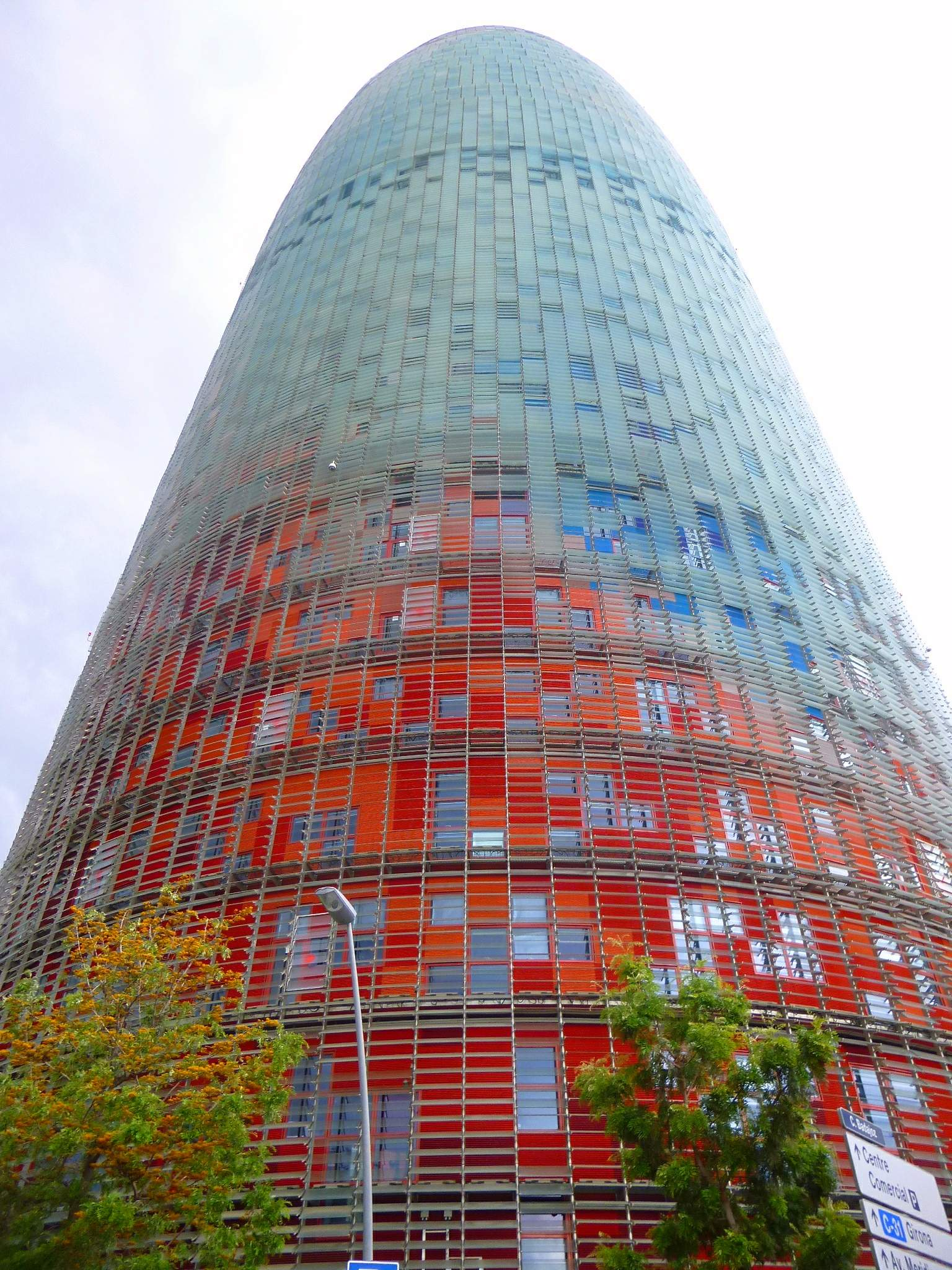
Közelről
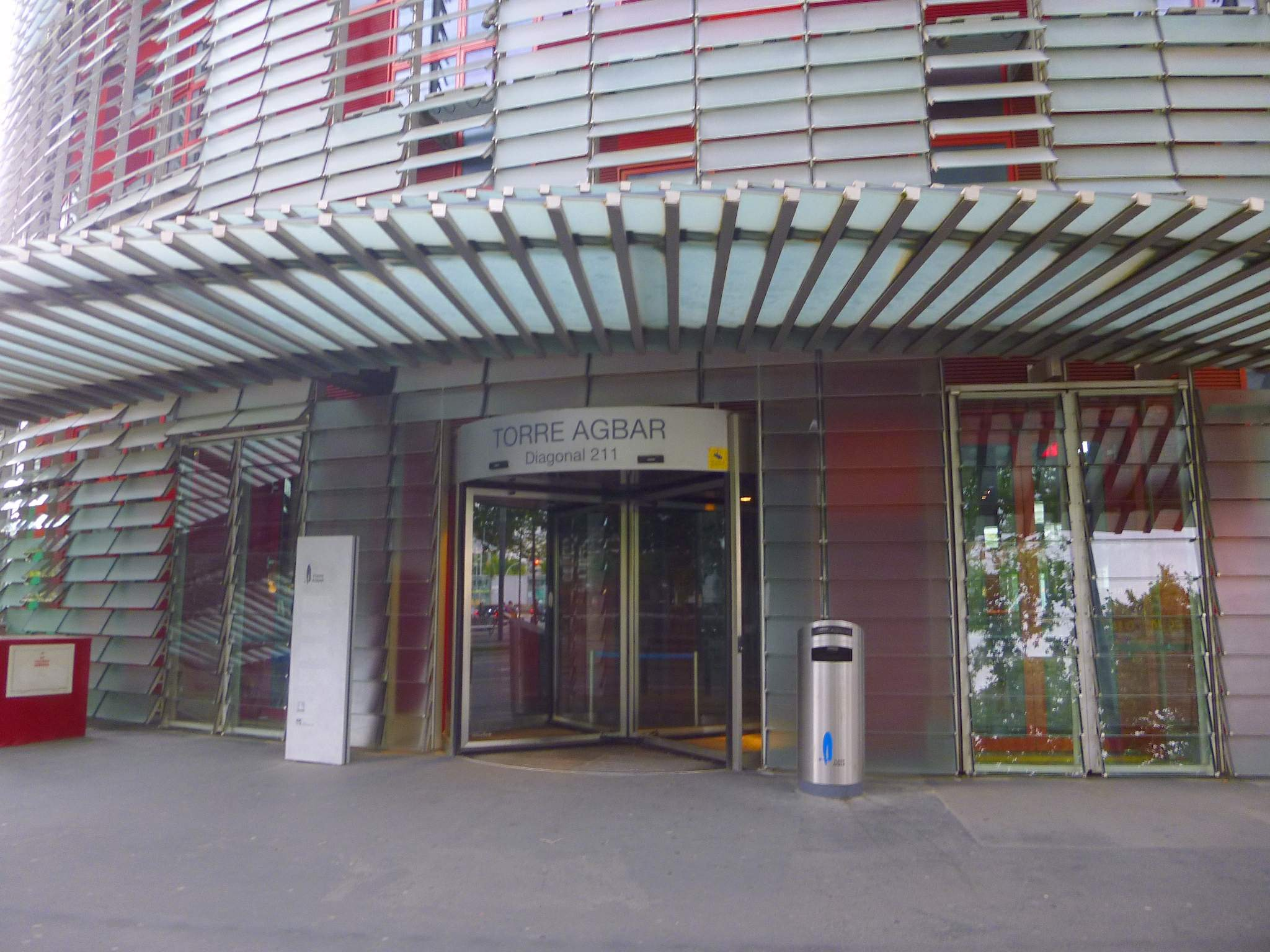
Bejárat
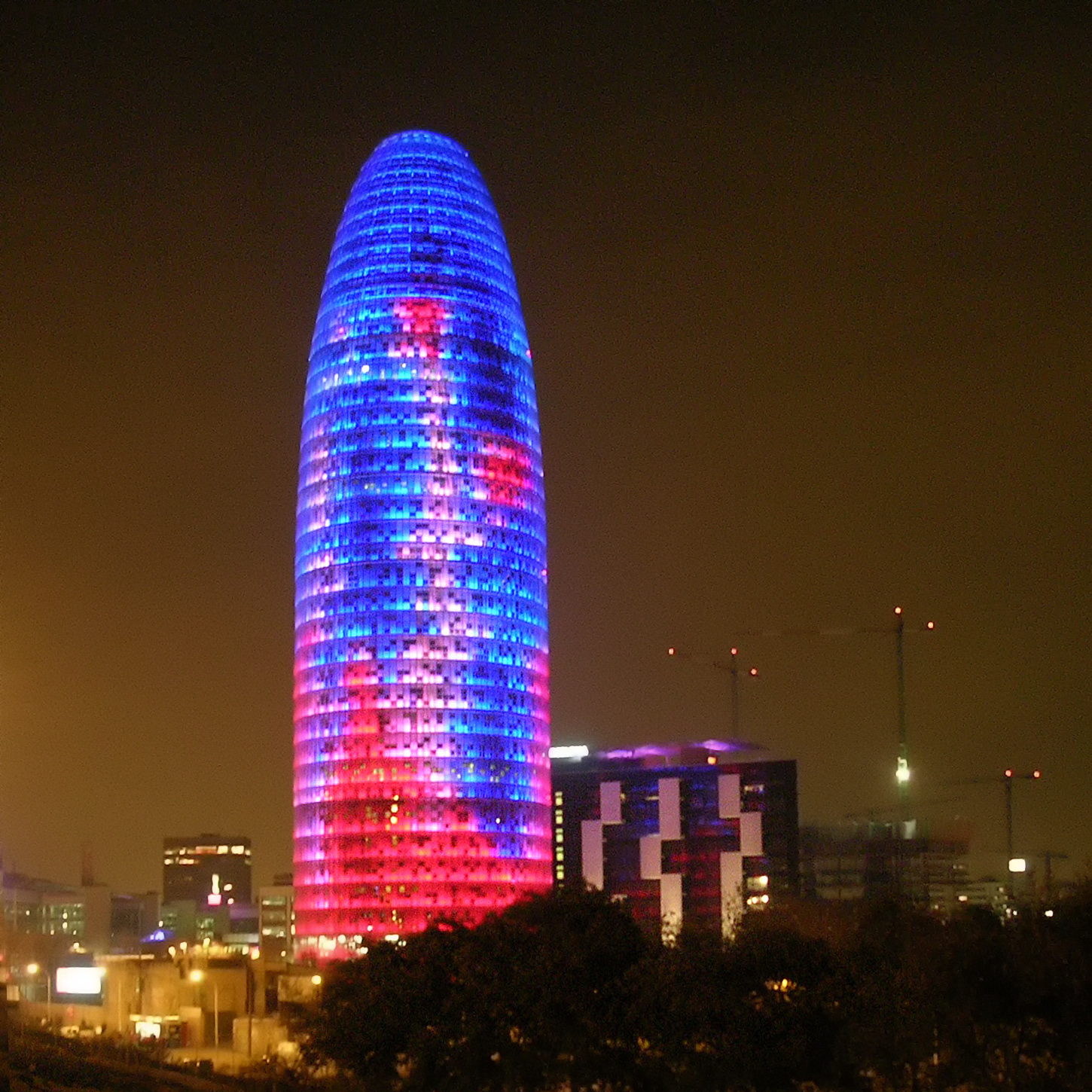
Éjjel, kivilágítva